# Ulrike Gräßler
Ulrike Gräßler (* 17. Mai 1987 in Eilenburg) ist eine ehemalige deutsche Skispringerin.

## Werdegang
Gräßler trat im Sommer 2001 in Meinerzhagen beim Springen der FIS-Ladies-Tournee erstmals bei einem internationalen Springen in Erscheinung. Im Winter 2002 nahm sie am FIS-Ladies-Grand-Prix teil und belegte den 14. Rang. 2003 wurde sie Deutsche Meisterin und belegte im selben Jahr den zweiten Platz des Europäischen Olympischen Winter-Jugendfestivals (EYOF) in Planica. Bei der inoffiziellen Juniorenweltmeisterschaft in Stryn 2004 gewann sie die Silbermedaille.
Seit der Einführung der Ladies-Continental Cups (COC) trat Gräßler durchgehend in dieser höchsten Wettkampfserie des Damenskispringens an. In der ersten ausgetragenen Saison, 2004/05, erreichte sie beständig vordere Platzierungen und kam in der Gesamtwertung auf den sechsten Platz. 2005/06 konnte sie sich wieder bei mehreren Springen unter den Besten platzieren, fiel jedoch bei einigen Springen auf Plätze zwischen 15 und 20 zurück, weshalb sie im Gesamtwertung nur Zehnte wurde. In der Saison 2006/07 sprang Gräßler dafür umso erfolgreicher und gewann mehrere Springen. Dadurch sicherte sie sich den zweiten Platz im Ladies Grand Prix und erreichte am Ende sogar den zweiten Platz in der Continental-Cup-Gesamtwertung, nur 88 Punkte trennten sie von der Gewinnerin Anette Sagen. Bei den COC-Sommerspringen 2007 trat sie etwas schwächer auf, konnte sich jedoch im Winter verbessern, so dass sie am Ende der Saison wieder auf Rang 10 Platz in der Gesamtwertung kam. Nachdem für den Continental Cup im Jahr 2008 eine getrennte Sommer- und Winterwertung eingeführt worden war, gewann sie im Sommer 2008 die COC-Gesamtwertung mit deutlichem Vorsprung. Bei der Nordischen Skiweltmeisterschaft 2009 in Liberec belegte sie beim erstmals ausgetragenen Wettbewerb Skisprung der Damen den zweiten Platz mit 239 Punkten (nach der Siegerin Lindsey Van mit 243 Punkten). Die Deutschen Meisterschaften 2009 beendete sie vor Carina Vogt und Ramona Straub mit einer Goldmedaille. Im Sommer 2009 entschied Ulrike Gräßler mit vier Einzelsiegen abermals die COC-Gesamtwertung für sich. Im Winter 2009/10 gehörte sie gemeinsam mit Sagen und Daniela Iraschko zu den dominierenden Sportlerinnen der Saison.
Als bei den Nordischen Skiweltmeisterschaften 2013 im Val di Fiemme erstmals ein Mixedmannschaftswettbewerb ausgetragen wurde, gewann Gräßler mit der deutschen Mannschaft an der Seite von Carina Vogt, Richard Freitag und Severin Freund hinter Japan und Österreich die Bronzemedaille.
Bei der Olympiapremiere des Damenskispringens 2014 in Sotschi kam sie nach einer Fiebererkrankung nur auf Rang 22.
Während eines Springens im Continental Cup im norwegischen Notodden im Dezember 2015 stürzte die Springerin und zog sich mehrere Knochenbrüche sowie Knie- und Lungenverletzungen zu. Fast 2 Jahre lang dauerte es, bis Grässler wieder einen Skisprung absolvieren konnte. In der Saison 2017/18 nahm sie erstmals wieder am Weltcup teil.
Ende Juli 2018 gab Gräßler ihr Karriereende bekannt und widmete sich ihrer Karriere bei der Bundespolizei.

## Erfolge

### Weltcup-Platzierungen
| Saison  | Platz | Punkte |
| ------- | ----- | ------ |
| 2011/12 | 04.   | 546    |
| 2012/13 | 33.   | 071    |
| 2013/14 | 16.   | 301    |
| 2014/15 | 23.   | 124    |

### Grand-Prix-Siege im Team
| Nr. | Datum         | Ort        | Typ         |
| --- | ------------- | ---------- | ----------- |
| 1.  | 14. Aug. 2013 | Courchevel | Großschanze |

### Grand-Prix-Platzierungen
| Saison | Platz | Punkte |
| ------ | ----- | ------ |
| 2012   | 10.   | 106    |
| 2013   | 20.   | 086    |

### Continental-Cup-Siege im Einzel
| Nr. | Datum          | Ort            | Typ           |
| --- | -------------- | -------------- | ------------- |
| 1.  | 14. Jan 2007   | Villach        | Normalschanze |
| 2.  | 6. Feb. 2007   | Ljubno         | Normalschanze |
| 3.  | 8. Feb. 2007   | Saalfelden     | Normalschanze |
| 4.  | 5. Mär. 2007   | Yamagata       | Normalschanze |
| 5.  | 6. Mär. 2007   | Yamagata       | Normalschanze |
| 6.  | 26. Sept. 2008 | Oberstdorf     | Normalschanze |
| 7.  | 3. Okt. 2008   | Liberec        | Normalschanze |
| 8.  | 4. Okt. 2008   | Liberec        | Normalschanze |
| 9.  | 8. Aug. 2008   | Bischofsgrün   | Normalschanze |
| 10. | 9. Aug. 2008   | Bischofsgrün   | Normalschanze |
| 11. | 15. Aug. 2009  | Oberwiesenthal | Normalschanze |
| 12. | 23. Aug. 2009  | Lillehammer    | Normalschanze |
| 13. | 9. Dez. 2009   | Rovaniemi      | Normalschanze |
| 14. | 14. Feb. 2010  | Villach        | Normalschanze |
| 15. | 2. Mär. 2010   | Yamagata       | Normalschanze |

### Continental-Cup-Platzierungen
| Saison  | Platz | Punkte |
| ------- | ----- | ------ |
| 2004/05 | 06.   | 0519   |
| 2005/06 | 10.   | 0463   |
| 2006/07 | 02.   | 1252   |
| 2007/08 | 10.   | 0400   |
| 2008/09 | 03.   | 0927   |
| 2009/10 | 02.   | 1307   |
| 2010/11 | 07.   | 0567   |
| 2011/12 | 12.   | 0122   |